# Памбукис, Харис
Харис Памбукис (греч. Χάρης Παμπούκης, род. 29 июня 1958, Афины) — греческий политик, с 7 октября 2009 до 17 июня 2011 года министр государства.

## Биография
Харис Памбукис родился в Афинах 1958 года. Изучал право в Университете Париж I, где он также окончил аспирантуру в области международного частного права и права международной торговли и получил научную степень доктора наук (Docteur d’etat) по международному частному праву.
В 1984—1987 годах работал сотрудником Центра исследований международного права Университета Париж II, в то же время также посещал семинары Гаагской академии международного права (Департамент международного частного права).
Работал адвокатом в Верховном суде, в период с 1987 по 1988 год — в международной юридической фирме Coudert Brothers (или Coudert Frères) в Париже. В 1990 году основал с коллегами собственную фирму. В 1990 году стал профессором права Афинского университета. В период 1990—1996 годов он был главным редактором журнала международного права Revue Hellenique.
С 1992 по 1996 годы был консультантом министерства юстиции Греции по гражданскому праву. В 1995—1997 годах был членом Законодательного редакционного комитета по ратификации Конвенции ООН о международной купле-продаже товаров (Венская конвенция).
В 1996—1997 годах занимал должность специального советника заместителя министра иностранных дел Греции. В 1997 году назначен помощником профессора права в Афинского университета. С 1999 по 2001 год был секретарем по вопросам администрации и организации Министерства иностранных дел. Автор многочисленных монографий, научных статей.
7 октября 2009 года назначен министром государства Греции в кабинете ПАСОК. 17 июня 2011 года его преемником стал Илиас Мосиалос.
Женат, отец двух детей.